# 美元树

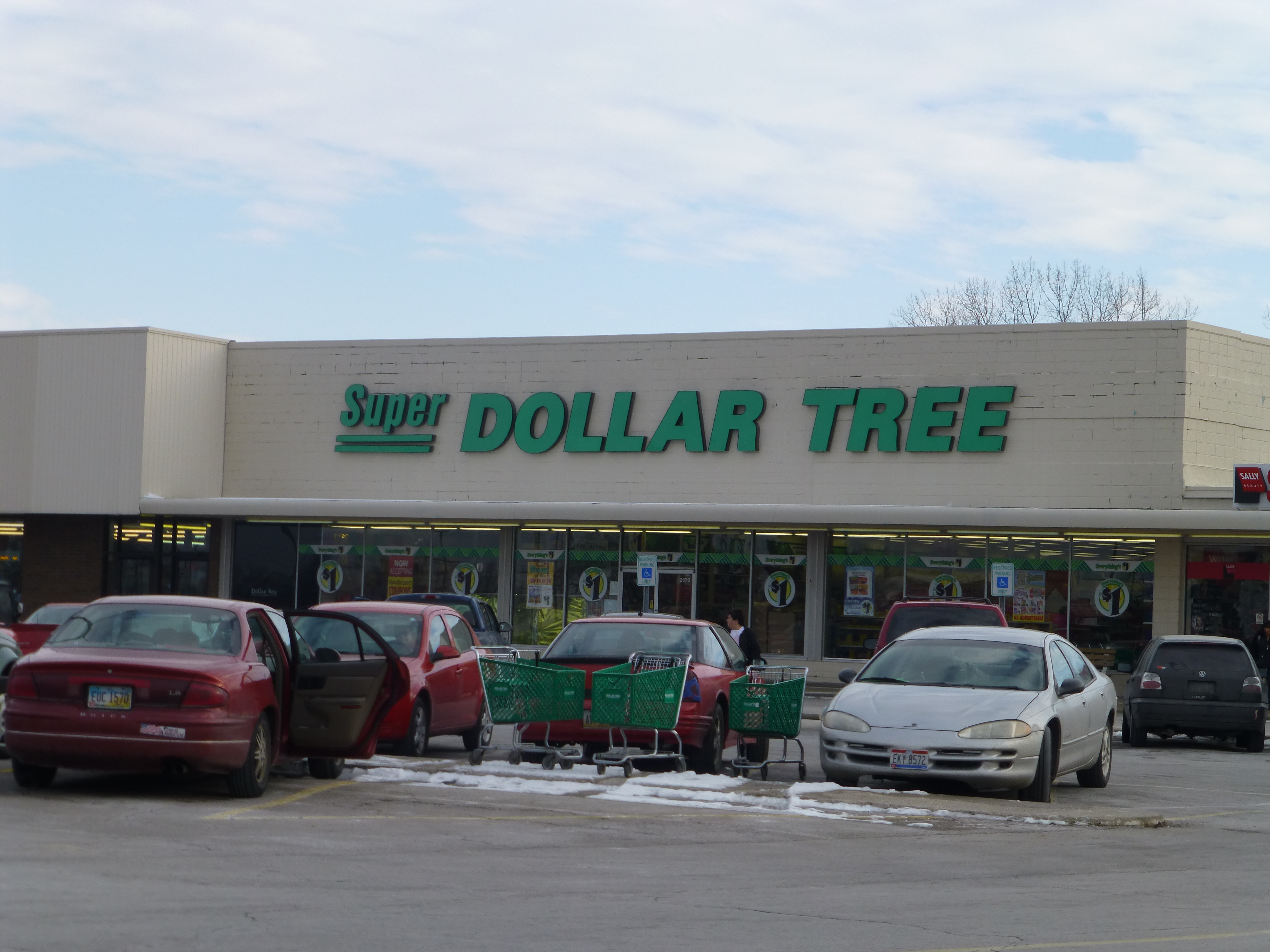

美元树商店股份有限公司（英語：Dollar Tree Stores, Inc.），以前也被称为“仅售1美元（Only $1.00）”，是美国一家经营折扣廉价杂货的连锁店。其店铺里出售的商品价格多为1美元，甚至更低。美元树公司是一家财富150强企业。它的总部位于美国弗吉尼亚州的切萨皮克市，在美国本土48州與哥倫比亞特區，以及加拿大拥有14,835家店铺。 美元树旗下的连锁店铺由一家拥有11个配送中心的全国性物流网络负责配货。美元树公司以“美元树”和“美元钞”两个品牌经营着一元店；同时还拥有一家名为“家多乐”的多价位廉价连锁杂货店。
美元树在北美地区的廉价杂货店行业及低端零售市场颇具竞争力。每家美元树商店拥有多种品牌的商品，这些品牌包括全国性品牌、地区性品牌及自有品牌。美元树商店内的销售门类包括：健康与美容、食品与小吃、派对用品、季节性服饰、家居用品、玻璃器皿、餐具、家庭清洁用品、糖果、礼品、玩具、礼品袋与包装、文具、工艺产品、汽车、电子产品、宠物用品和书籍等。同时大多数的美元树商店还出售速冻食品和奶制品，例如：牛奶、鸡蛋、披萨饼、冰淇淋、速冻晚餐与预制烘焙食品。2012年8月起，美元树店铺开始接受生产商的优惠券。

## 召回事件
美国消费品安全委员会列举了几次发生在美元树的产品召回事件。这些被召回的产品包括内有碎玻璃的萨尔萨酱罐子；可能发生短路并引发灼伤的迷你热胶枪； 可能产生多余火焰的蜡烛装置。